# Ostatci zrakoplova B-17G u Rukavcu
Ostatci zrakoplova B-17G u Rukavcu, ostatci potonulog američkog aviona B-17G iz Drugoga svjetskog rata, koji se nalaze se u podmorju otoka i Grada Visa, u podmorju Rukavca, zaštićeno kulturno dobro

## Povijest
Završili u Jadranu 1944. godine. Potonuli avion bombarder predstavlja najbolje sačuvani primjer letjelice u podmorju Jadrana. Radi se u američkom avionu - bombarderu tipa "B-17G", serijskog broja 44-6630. Bio je u sastavu 340 Bmb Squadrona, stacioniranog u Italiji odakle je polijetao na zadatke bombardiranja ciljeva u Austriji. Dimenzije aviona iznosile su 22,5 metara, s rasponom krila od 31,5 metara. Naoružanje su činili mitraljezi Browning 12,7 mm i 7893 kg bombi. Na zadatku 6. studenog 1944. avion je oštećen pa je bio prisiljen na prinudno slijetanje. Kako je pista na otoku Visu bila blokirana, spustio se na more te je zatim potonuo. Danas je avion gotovo potpuno sačuvan s kompletnim instrumentarijem.

## Zaštita
Pod oznakom Z-17 zavedeno je kao nepokretno kulturno dobro - pojedinačno, pravna statusa zaštićena kulturnog dobra, klasificirano kao "arheološka baština ".